# Lomas del Pedregal, Morelos
Lomas del Pedregal är en ort i Mexiko.   Den ligger i kommunen Tepoztlán och delstaten Morelos, i den sydöstra delen av landet, 60 km söder om huvudstaden Mexico City. Lomas del Pedregal ligger 1 435 meter över havet och antalet invånare är 957.
Terrängen runt Lomas del Pedregal är huvudsakligen kuperad, men den allra närmaste omgivningen är platt. Runt Lomas del Pedregal är det mycket tätbefolkat, med 3 134 invånare per kvadratkilometer. Närmaste större samhälle är Cuernavaca, 8,4 km väster om Lomas del Pedregal. Omgivningarna runt Lomas del Pedregal är en mosaik av jordbruksmark och naturlig växtlighet.